# Winfried Weick
Winfried Weick (* 7. Juni 1937 in Werbachhausen) ist ein deutscher Generalleutnant außer Dienst des Heeres der Bundeswehr und war zuletzt Stellvertretender Inspekteur des Heeres.

## Militärische Laufbahn
Weick absolvierte 1957 das Abitur und trat anschließend in die Bundeswehr ein, wo er zum Offizier ausgebildet wurde. Ab 1959 hatte er Verwendungen als Zugführer in einem Panzergrenadierbataillon, war Jugendoffizier der 5. Panzerdivision, S2/S1-Offizier eines Versorgungsbataillons sowie Kompaniechef einer Ausbildungs- und einer Panzergrenadierkompanie. Von 1968 bis 1970 absolvierte er den 11. Generalstabslehrgang Heer an der Führungsakademie der Bundeswehr in Hamburg, wo er zum Offizier im Generalstabsdienst ausgebildet wurde. Anschließend war er Hilfsreferent im Führungsstab der Streitkräfte, ab 1973 G3 einer Panzerbrigade, ab 1975 Kommandeur eines Panzergrenadierlehrbataillons, ab 1977 Dozent für Truppenführung und Tutor im Verwendungslehrgang Generalstabsdienst an der Führungsakademi der Bundeswehr, ab 1980 Leiter Verwendungslehrgang Generalstabsdienst, von 1981 bis 1982 Lehrgangsteilnehmer am NATO Defense College und ab 1982 Referatsleiter im Führungsstab der Streitkräfte.
Zum 1. April 1984 übernahm Weick als Brigadegeneral das Kommando über die Panzergrenadierbrigade 22 in Murnau am Staffelsee und blieb zum 31. März 1987 Brigadekommandeur. Anschließend war er Chef des Stabes des I. Korps in Münster. Vom 6. Januar 1989 bis zum 11. September 1991 führte er die 3. Panzerdivision in Buxtehude und wurde danach Chef des Stabes des Führungsstabes des Heeres. Am 1. April 1994 wurde Weick Stellvertretender Inspekteur des Heeres bis 1997, als er in den Ruhestand versetzt wurde.
Von 1998 bis zum Sommer 2003 war Weick Vorstandsvorsitzender der Katholischen Arbeitsgemeinschaft für Soldatenbetreuung.
Nach seiner Dienstzeit bei der Bundeswehr studierte Weick Geschichtswissenschaft an der Rheinischen Friedrich-Wilhelms-Universität Bonn. 2006 erlangte er das Magister. Anschließend promovierte er und schloss zu seinem 80. Geburtstag seine Dissertation ab.
Weick ist katholisch, verheiratet und hat vier Kinder.

## Auszeichnungen
- Ritter des Silvesterordens (2003)[1]

## Veröffentlichungen
- Religiös-sittliche Delinquenz in der älteren Frühen Neuzeit im Spiegel der Protokolle des Siegburger Sendgerichts (1556–1646). 1. Auflage. Rheinlandia, Siegburg 2017, ISBN 978-3-945953-16-7.